# 5238 Naozane
Az 5238 Naozane (ideiglenes jelöléssel 1990 VE2) a Naprendszer kisbolygóövében található aszteroida. T. Hioki és S. Hayakawa fedezte fel 1990. november 13-án.